# Sargassum
Sargassum (sargazo) es un género de macroalgas planctónicas de la clase Phaeophyceae (algas pardas) en el orden Fucales. Las algas, que pueden crecer en varios metros, son pardas o verde negruzcas y diferenciadas en rizoides, estipes y lámina. Algunas especies tienen vesículas llenas de gas para mantenerse a flote y promover la fotosíntesis. Muchas tienen texturas duras entrelazadas y con cuerpos robustos pero flexibles que las ayudan a sobrevivir a corrientes fuertes.

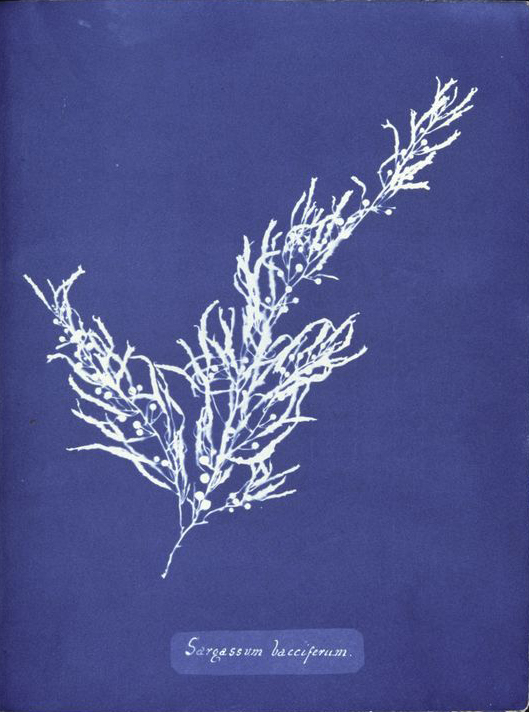
Sargassum bacciferum.

Las espesas masas de sargazos proveen un ambiente propicio para un distintivo y especializado grupo de organismos marinos, muchos de los cuales todavía se desconocen. Los sargazos se encuentran comúnmente en los detritos de la playa, cerca de sus lugares de crecimiento en el mar, por lo que suelen llamarse maleza del Golfo y, coloquialmente, como la maleza del engaño.
Las especies de Sargassum se encuentran en las áreas tropicales del mundo, y es la más obvia macrófita de áreas costeras donde el sargazo está cerca de arrecife de coral. Las algas crecen subsidiariamente pegadas al coral y a rocas. En otros casos (por ejemplo, en el Mar de los Sargazos), flotan a la deriva poblaciones inmensas de Sargassum.

## Sargazo en la costa
El sargazo pelágico es una macroalga marina parda del género Sargassum, componente importante de la flora marina de zonas tropicales y subtropicales. El movimiento del sargazo es importante para la conectividad en el sistema marino, pues es hábitat y refugio de una gran cantidad de especies marinas como plantas, crustáceos, aves, peces, tortugas e incluso ballenas. El sargazo prolifera rápidamente al duplicar su volumen en menos de 20 días.
"La marea marrón" es cuando el sargazo se concentra en la costa poniendo en peligro al ecosistema local. “Cuando el sargazo, una macroalga que suele flotar, llega a las costas, comienza a descomponerse generando un ambiente sin oxígeno que mata diferentes organismos. Afecta principalmente a especies que no pueden moverse o se mueven muy poco, como algunas estrellas de mar, erizos de mar, los pastos marinos y, por supuesto, los corales”, explica la bióloga mexicana María del Carmen García Rivas.
Aunque las causas son poco claras, se ha propuesto que este fenómeno se debe al calentamiento global, y a la contaminación de los océanos.
Entre los principales efectos al ecosistema que genera están:
- Reducción de luz y oxígeno (zonas afóticas, hipoxia y anoxia), entre otras cosas, evitando que los organismos que se encuentran debajo realicen la fotosíntesis
- Acidificación por producción de ácido sulfhídrico (H2S).
- Muerte y/o daño de corales.
- Aumento en las concentraciones de nitrógeno y fósforo (eutroficación).
- Aumento en la concentración de materia orgánica particulada (POM).
- Pérdida de pastos marinos: reemplazo por comunidades algales.
- Afectación a las poblaciones de tortugas marinas.
- Impacto en especies de fauna asociadas al sargazo durante las actividades de remoción en el mar.
- Pérdida de playa como consecuencia de la desaparición de praderas de pastos marinos y por actividades de remoción en tierra.
- El sargazo también atrae mucha basura marina. Así que termina siendo un ambiente bastante tóxico

Otros efectos relevantes del arribo masivo de sargazo en las playas son:
- Afectaciones a la salud en consecuencia del contacto con organismos que viven en las algas y/o los gases que estas emanan (como H2S, CO2 y metano).[6]
- El impacto negativo a la industria turística[7] al invadir las playas, cambiar el color azul turquesa del mar a café y producir olores desagradables.[1]
- Afectaciones a la industria pesquera.[5]

Es por esto, que se dedican importantes esfuerzos a limpiar las playas de sargazo. La acumulación de sargazo en la costa ha sucedido en México, las costas Este del mar Caribe (sur de Cuba y las Antillas Menores), el Oeste de África (desde Sierra Leona hasta Ghana), entre otras.

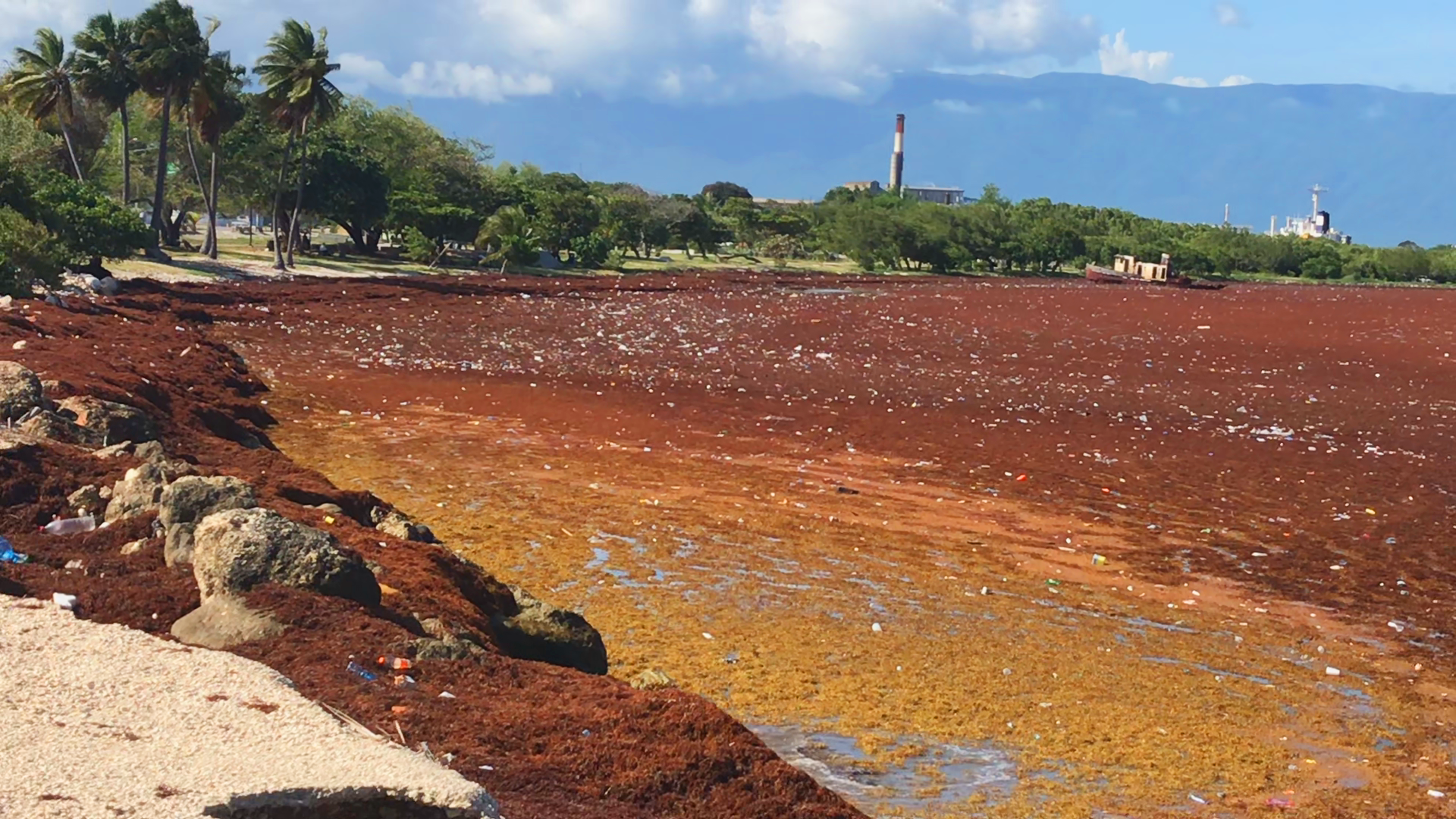
Las algas forman un efecto de "isla flotante" en las costas de Barahona, provincia ubicada al sur de la República Dominicana.

### El caso de México
El primer registro de una llegada masiva de sargazo en aguas del Caribe mexicano fue en 2011. En el verano de 2013 en el Caribe mexicano se reportó la llegada de cantidades atípicas de esta macroalga a las costas. Esto continuó de forma esporádica durante los siguientes meses, hasta que, a finales de 2014 y durante 2015, esta situación se volvió constante. En 2018 Spencer Tunick visitó Tulum y difundió fotografías como un esfuerzo de visibilizar la problemática que representa la acumulación de sargazo en las playas mexicanas.
Durante el 2020 la Semar recolectó 19,054 toneladas en comparación con el 2019, año récord donde fueron extraídas 85,495 toneladas de sargazo, de acuerdo con datos de la secretaría. De acuerdo con cifras de 2019, mantener limpia una playa privada le cuesta a un complejo de lujo como el hotel Zoetry, en Cancún, 350.000 dólares al año. Entre marzo y julio de 2021, es decir, en cinco meses, la Secretaría de Marina federal recolectó 21 mil toneladas de estas algas marrones; 3 mil más que en todo 2020. De acuerdo a la Secretaría de Medio Ambiente de Quintana Roo, en marzo de 2022, llegaron a las costas de le entidad casi 25,000 toneladas de sargazo. En 2023, en Quintana Roo el Gobierno local recogió 70 toneladas de sargazo.
El uso de maquinaria para retirar el sargazo de las playas pone en riesgo el ecosistema asociado a las playas, dunas, pastos marinos, arrecifes coralinos y fauna, por lo que esta actividad debe realizarse siguiendo los Lineamientos Generales para la Remoción del Sargazo de las Playas del Caribe Mexicano. Dentro de la zona marina se han usado barreras físicas para contener el sargazo. La primera barrera de 200 metros se instaló a 300 metros de la playa de Punta Nizuc, Cancún. Otra alternativa para limpiar la playa contempla el uso de microorganismos que se modifican y regresan al mar para limpiar el sargazo, aunque esta práctica ha causado controversia dentro de la comunidad científica, pues todavía no se conocen los efectos que podría tener.
Quién y cómo debe atenderse la compleja problemática derivada de la acumulación del sargazo es un tema que requiere también de adaptación de políticas públicas. Además existen esfuerzos enfocados en la detección y monitoreo del sargazo y también iniciativas mixtas como el observatorio ciudadano del sargazo que emite reportes y pronósticos de sargazo en las playas de Quintana Roo y el Caribe mexicano.

### El caso de las islas del Caribe
En 2022, los países de la Comunidad del Caribe (Caricom) — que incluyen 15 Estados miembros y cinco integrantes asociados que son territorios o colonias — registraron pérdidas económicas de alrededor de 102 millones de dólares debido al sargazo. Cifras que no incluyen los costos anuales de limpieza de playas que pueden sumar otros 210 millones de dólares.
Algunas consecuencias del sargazo en las islas del Caribe:
- Escuelas desalojadas debido a gases tóxicos.
- El agua potable de las casas con mal olor.
- Los operadores turísticos y los pescadores en lucha por mantener sus negocios.
- Pérdidas de empleos.
- Problemas de salud.

En las islas, la mayor parte de la población vive sobre la costa, entonces se ven afectados directamente. Estos países del Caribe son los que menos contribuyen al calentamiento global que hace que prolifere el sargazo, pero al mismo tiempo son de los más afectados. Es un problema que requiere de una solución global y quizá compensaciones.

## Otros usos
El sargazo se puede utilizar para hacer ladrillos. También se podría usar para combustibles, fertilizantes, materiales de construcción y hasta compuestos para hacer papel o zapatos. En Jamaica se utiliza para producir alimento animal y se explora la opción de su uso como carbón orgánico.
Aunque según el biólogo Enrique Gálvez García, los altos costos de la recolección del sargazo hacen inviable cualquier proyecto de aprovechamiento del alga. Tan solo para 2019, el gobierno del estado de Quintana Roo en México ha solicitado entre 600 y 700 millones de pesos para poder desplegar estrategias de contención y recolección del alga en altamar, lo cual hace que cualquier aprovechamiento productivo a partir de sargazo sea poco rentable.

## Especies seleccionadas
- Sargassum horneri (Turner) C.Agardh, 1820
- Sargassum pallidum (Turner) C.Agardh, 1820
- Sargassum natans - palo coto de América [17]
- Sargassum vulgare - sargazo común [17]